# John McGraw (Politiker)

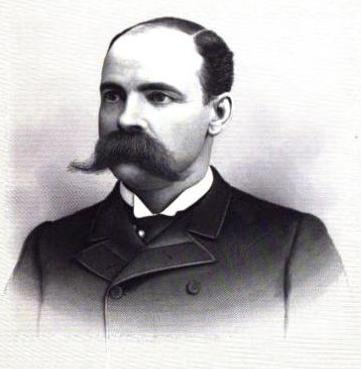
John McGraw

John Harte McGraw (* 4. Oktober 1850 im Penobscot County, Maine; † 23. Juni 1910) war ein US-amerikanischer Politiker und von 1893 bis 1897 der 2. Gouverneur des Bundesstaates Washington.

## Frühe Jahre
John McGraw betrieb zunächst mit seinem Bruder ein Ladengeschäft, das während einer wirtschaftlichen Depression im Jahr 1873 dieser Krise zum Opfer fiel. Danach zog McGraw an die Westküste und arbeitete kurzzeitig in San Francisco, ehe er sich in Seattle niederließ. Dort trat er der Polizei bei und wurde im Jahr 1879 Polizeichef dieser Stadt. Diese Position behielt er bis 1882. Danach war er Sheriff im King County. Gleichzeitig studierte er Jura und praktizierte nach seiner Zulassung als Anwalt. Sein nächster Schritt auf der Karriereleiter war die Position des Präsidenten der Seattle First National Bank. McGraw fungierte 1889 als Wahlkampfmanager der ersten US-Senatoren aus dem neuen Bundesstaat Washington. Im Jahr 1892 wurde er als Kandidat der Republikanischen Partei zum neuen Gouverneur gewählt.

## Gouverneur von Washington
John McGraw trat seine vierjährige Amtszeit am 9. Januar 1893 an. In dieser Zeit wurden die Gesetze Washingtons bezüglich der Landvergabe überarbeitet und eine eigenständige Landbehörde wurde gegründet. Im Jahr 1893 erreichte die Great Northern Railroad die Stadt Seattle. Nach dem Ende seiner Amtszeit kam eine Untersuchungskommission zu dem Ergebnis, dass während McGraws Amtszeit als Sheriff 10.000 Dollar fehlten, die dieser nun zurückzahlen musste. Zu diesem Zweck verkaufte er Teile seines Eigentums. Dann beteiligte er sich an dem Klondike-Goldrausch und hatte das Glück, dass er die finanziellen Einbußen ausgleichen konnte. Danach kehrte er nach Seattle zurück und begann im Immobilien- und Versicherungsgeschäft tätig zu werden. Zwischen 1905 und 1907 war er Präsident der Handelskammer von Seattle. Im Jahr 1910 starb der frühere Gouverneur an Typhus. Er war mit Mary L. Kelley verheiratet, mit der er zwei Kinder hatte.